# Lagfifat
Lagfifat (franska: Lagfifat (CR), Lagfifat (Commune Rurale), arabiska: اسن) är en kommun i Marocko.   Den ligger i provinsen Taroudannt och regionen Souss-Massa, i den centrala delen av landet, 500 km sydväst om huvudstaden Rabat. Antalet invånare är 17 312.